# Bradysia helveolus
Bradysia helveolus är en tvåvingeart som först beskrevs av Rubsaamen 1894.  Bradysia helveolus ingår i släktet Bradysia och familjen sorgmyggor. Inga underarter finns listade i Catalogue of Life.